# Molophilus bierigi
Molophilus bierigi är en tvåvingeart som beskrevs av Alexander 1947. Molophilus bierigi ingår i släktet Molophilus och familjen småharkrankar.
Artens utbredningsområde är Costa Rica. Inga underarter finns listade i Catalogue of Life.